# Hrvatski biografski leksikon
Hrvatski biografski leksikon – chorwacki słownik biograficzny, wydawany przez Instytut Leksykografii im. Miroslava Krležy. Zawiera biografie wybitnych Chorwatów, a także obcokrajowców, którzy uczestniczyli w chorwackim życiu publicznym i wpłynęli na historię Chorwacji.
Projekt został zapoczątkowany w drugiej połowie lat 70. Redaktorem naczelnym pierwszego tomu był Nikica Kolumbić, za drugi tom był odpowiedzialny Aleksandar Stipčević, a w 1990 roku funkcję redaktora naczelnego zaczął pełnić Trpimir Macan.
Wiele spośród zawartych biogramów opracowano i opublikowano po raz pierwszy.

## Tomy
| Tom | Tytuł  | Rok    | Redaktor naczelny    | Liczba stron |
| --- | ------ | ------ | -------------------- | ------------ |
| 1   | A–Bi   | 019830 | Nikica Kolumbić      | 800          |
| 2   | Bj–C   | 1989   | Aleksandar Stipčević | 784          |
| 3   | Č–Đ    | 1993   | Trpimir Macan        | 779          |
| 4   | E–Gm   | 1998   | Trpimir Macan        | 766          |
| 5   | Gn–H   | 2002   | Trpimir Macan        | 775          |
| 6   | I–Kal  | 2005   | Trpimir Macan        | 761          |
| 7   | Kam–Ko | 2009   | Trpimir Macan        | 842          |
| 8   | Kr–Li  | 2013   | Trpimir Macan        | 714          |